# Очистка трубопроводу

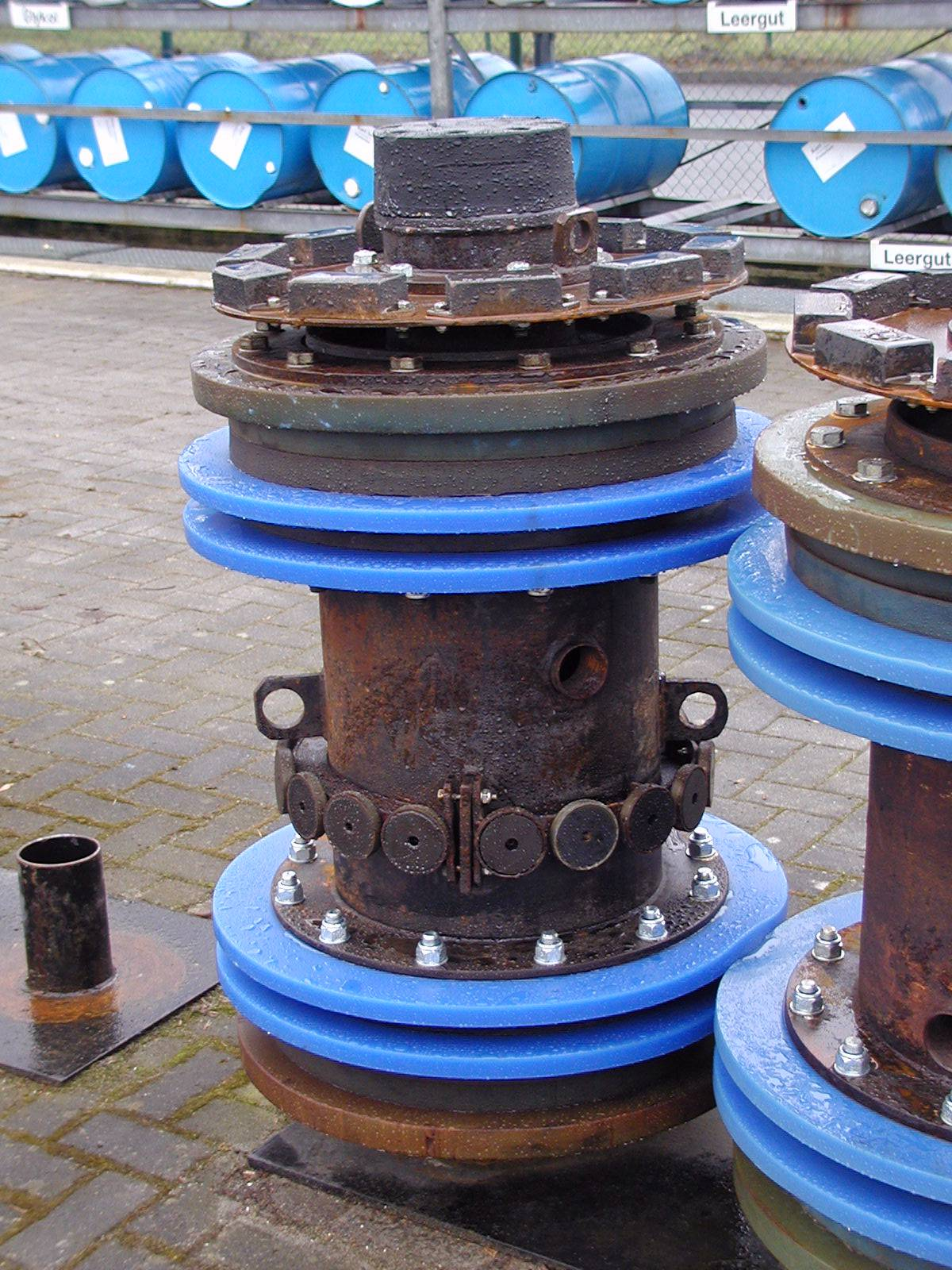
Очищувальний пристрій — так звана «свинка» для очищення 28-дюймового нафтопроводу. Сині пластикові диски прилягають до внутрішньої частини труби, щоб рухати пристрій і видаляти нещільний осад або накип. Чорні прямокутники вгорі та круглі диски в центрі є магнітами для притягнення та видалення будь-яких металевих предметів у трубі.

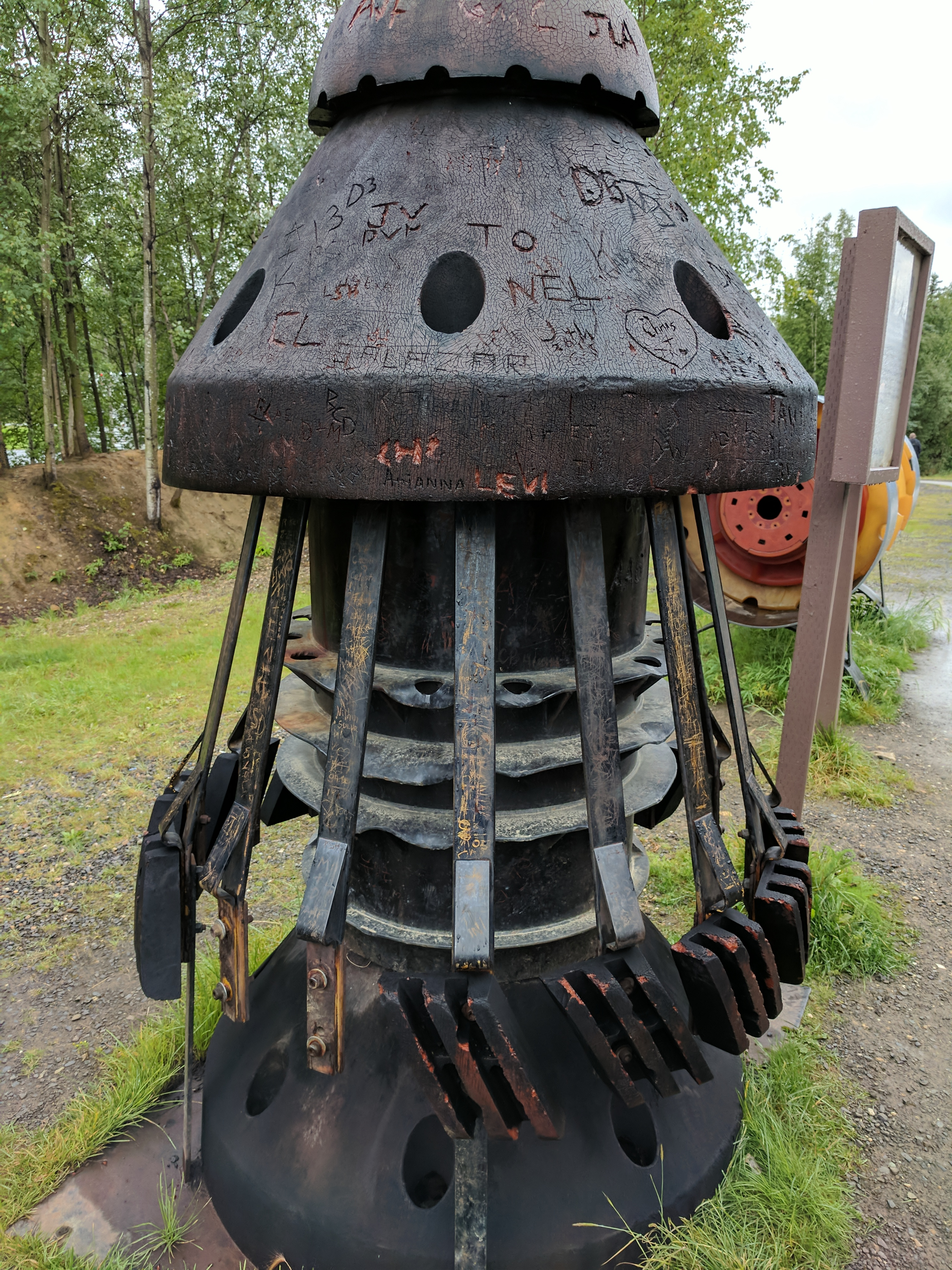
«Свинка»-скребок

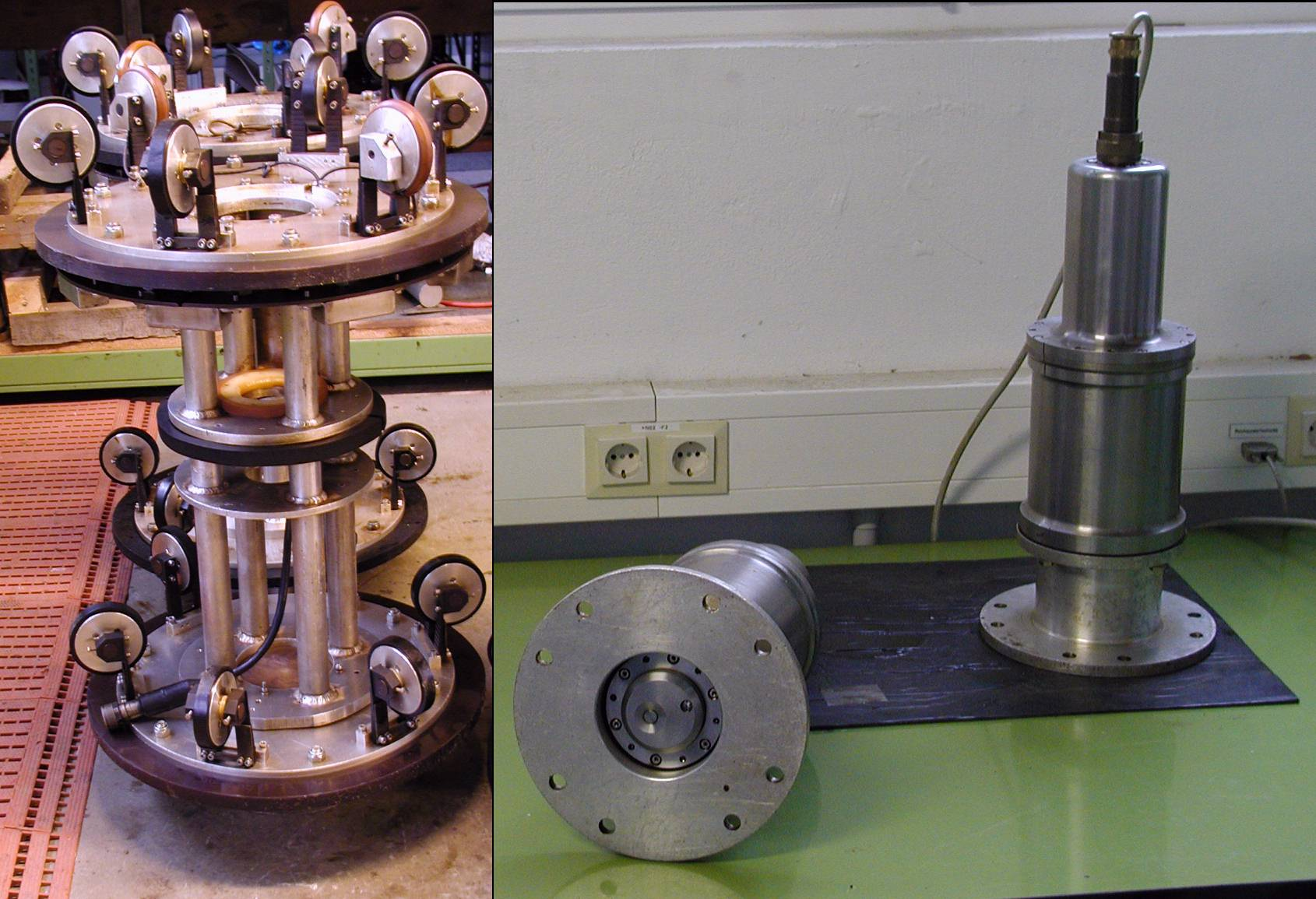
Ультразвукове випробування «свині» для виявлення витоків.

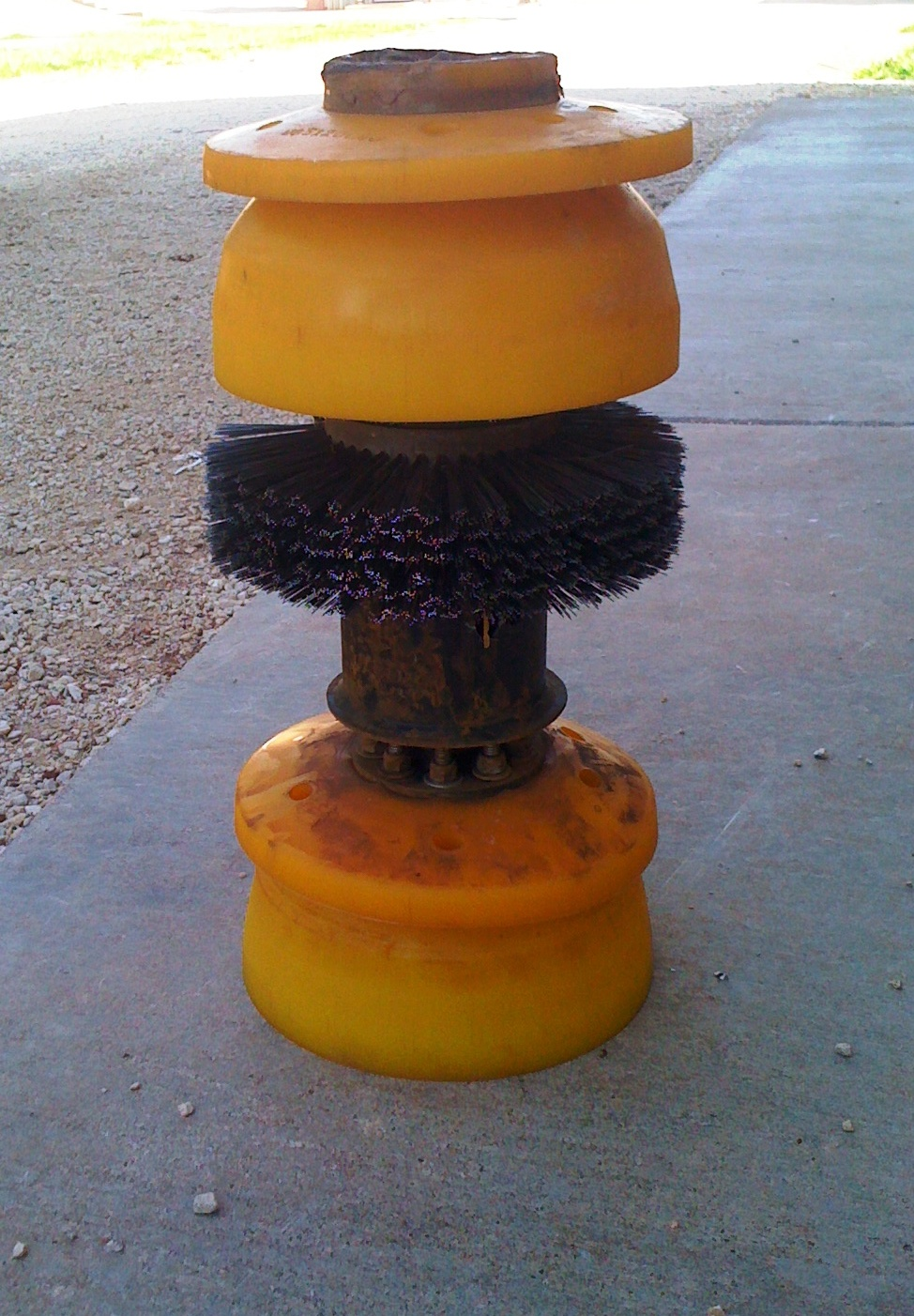
«Свинка» для очищення 6-дюймового нафтопроводу. Дротяна щітка оперізує периметр і очищає внутрішню частину трубопроводу.

Очистка трубопроводу (англ. pigging) у трубопровідному транспорті — це практика використання пристроїв, які зазвичай називають «свинями» або «скребками», щоб виконувати різноманітні операції технічного обслуговування — очищення трубопроводів всередині, а також датчиків або пристроїв для перевірки трубопроводів. Це робиться без зупинки потоку продукту.

## Загальний опис
Ці операції включають, але не обмежуються очищенням та перевіркою трубопроводу. Це досягається шляхом вставки «свині» в «пускову установку для свиней» (або «пускову станцію») — негабаритну ділянку трубопроводу, зменшену до нормального діаметру. Потім пускову станцію закривають, а потік продукту в трубопроводі під тиском використовується для просування свині уздовж труби, поки вона не досягне приймальної пастки — «уловлювача свиней» (або «приймальної станції»).
Отже, процес піггінгу відбувається у кілька етапів:  
1. Запуск піга: Пристрій вводиться у спеціальну камеру запуску, яка з'єднана з трубопроводом.
2. Рух піга: Піг рухається по трубі за рахунок потоку транспортуваного продукту або за допомогою зовнішнього тиску. 
3. Виконання завдання: Піг очищує, діагностує або розділяє продукти.  
4. Вихід піга: Пристрій виходить із трубопроводу через приймальну камеру.

## Практика піггінгу в Україні
Однією із перших відомих конструкцій очисного пристрою є очисна куля, яка являла собою товстостінну гумову сферу і використовується для видалення із трубопроводу різних відкладень і корків, в тому числі частинок металу і окалин, що утворились в результаті безперервної корозії трубопроводу.
У вітчизняному нафтогазовидобуванні на початку ХХІ ст. піггінг активно впроваджується як частина сучасного підходу до управління трубопровідними системами. Технологія використовується в таких напрямках:
Нафтопроводи та газопроводи: регулярне очищення від корозійних продуктів та осадів.
Діагностика магістральних трубопроводів: особливо важлива в умовах зношеності інфраструктури. — Ремонтно-обслуговувальні роботи: використання пігів для ізоляції ділянок трубопроводів під час проведення ремонтів.
Україна співпрацює з міжнародними компаніями, які надають обладнання для інтелектуального піггінгу. Завдяки цьому вдалося знизити аварійність на магістральних нафтогазопроводах і забезпечити стабільну транспортування вуглеводнів.

## Інтернет-ресурси
- Magnetic Flux Leakage information
- Inline Inspection Association
- Inline Inspection and Pipeline Pigging Resource [Архівовано 2014-02-10 у Wayback Machine.]
- Oil-Pipeline Cracks Evading Robotic 'Smart Pigs'; Probes used by Exxon and other companies aren't spotting flaws that cause massive spills August 16, 2013 WSJ
- Відео